# Palestyński Front Arabski
Palestyński Front Arabski (arab. ‏الجبهة العربية الفلسطينية‎, trb. Al-Dżbha al-`rbija al-Flstinija) – niewielkie palestyńskie ugrupowanie polityczne.

## Historia
Powstał w 1993 roku w wyniku rozłamu w Arabskim Froncie Wyzwolenia. Ugrupowanie utworzyli umiarkowani działacze, którzy popierali porozumienia z Oslo. Formacja jest członkiem Organizacji Wyzwolenia Palestyny.